# پدمن (فیلم)
پدمن (به هندی: Pad Man) یا مرد نواربهداشتی فیلمی است محصول سال ۲۰۱۸ و به کارگردانی آر. بالکی است. در این فیلم بازیگرانی همچون آکشی کومار، سونام کاپور، رادیکا آپته، اورمیلا ماهانتا، آمیتاب باچان ایفای نقش کرده‌اند.
این فیلم بر اساس داستان واقعی زندگی آروناچالام موروگانانتام در هند ساخته شده‌است.

## داستان
مردی وقتی می‌بیند در روستایشان زنان روستا از جمله همسر و خواهرانش از پارچه غیر بهداشتی بجای نوار بهداشتی استفاده می‌کنند تصمیم به یک کار فوق‌العاده می‌گیرد تا آن‌ها بهداشت را رعایت کنند، هر چند در این راه بارها شکست و تمسخر را تجربه می‌کند اما او کوتاه نمی‌آید و…